# جون برانكا
جون برانكا (بالإنجليزية: John Branca)‏ هو محامي أمريكي، ولد في 11 ديسمبر 1950 في برونكسفيل في الولايات المتحدة.